# Etomidato
L'etomidato è un agente ipnotico intravenoso utilizzato in anestesia, con formula di struttura completamente diversa da quella di tutti gli altri anestetici: si tratta infatti di un imidazol-carbossilato che a pH fisiologico subisce un riarrangiamento intramolecolare tale da aumentarne la lipofilia.
La caratteristica principale che ne fa il farmaco di prima scelta nell'induzione anestesiologica dei pazienti con patologie cardiopolmonari è la sua scarsa depressione a carico dei sistemi respiratorio e cardiaco. Altra caratteristica importante è la scarsa tendenza al rilascio di istamina, cosa che rende l'etomidato un farmaco ideale nell'induzione di pazienti con iperreattività delle vie aeree.

## Usi medici

### Sedazione e anestesia
In situazioni di emergenza, l'etomidato era uno degli agenti ipnotici sedativi più frequentemente utilizzati, mentre oggi è stato soppiantato dal propofol. È usato per la sedazione cosciente e per indurre l'anestesia. È usato come agente anestetico perché ha una rapida insorgenza d'azione e un basso profilo di rischio cardiovascolare, quindi è meno probabile che provochi un calo significativo della pressione sanguigna rispetto ad altri farmaci. Inoltre l'etomidato viene utilizzato per il suo facile dosaggio, causa poca depressione respiratoria, non libera istamina e protegge dall'ischemia miocardica e cerebrale. Quindi l'etomidato è un buon anestetico per le persone emodinamicamente instabili. L'etomidato può essere usato in pazienti con trauma cranico perché è uno dei pochi anestetici in grado di ridurre la pressione intracranica e mantenere una normale pressione arteriosa.
In caso di sepsi, una dose del farmaco non sembra influenzare il rischio di morte.

### Test vocale e di memoria
Un altro uso dell'etomidato è determinare la lateralizzazione del linguaggio prima di eseguire le lobectomie per rimuovere i centri epilettogeni nel cervello.

### Inibitore della steroidogenesi
Oltre all'uso come anestetico, l'etomidato inibisce direttamente la biosintesi enzimatica di ormoni steroidei. Essendo l'unico inibitore della steroidogenesi surrenalica disponibile per la somministrazione endovenosa o parenterale, è utile nelle situazioni in cui è necessario un'azione rapida sull'ipercortisolismo o nei casi in cui non è possibile la somministrazione orale.

## Esecuzioni
Lo stato americano della Florida ha usato questa droga durante una condanna a morte eseguita su Mark James Asay, 53 anni, il 24 agosto 2017. È diventato la prima persona negli Stati Uniti a essere giustiziata con l'etomidato, che ha sostituito il midazolam come sedativo nel cocktail letale. Questo perché le compagnie farmaceutiche hanno reso più difficile l'acquisto del midazolam per le esecuzioni. L'etomidato è seguito da rocuronio, un agente paralizzante e infine acetato di potassio al posto dell'iniezione di cloruro di potassio comunemente usata per fermare il cuore.

## Effetti avversi
L'etomidato sopprime la sintesi di corticosteroidi nella corteccia surrenale inibendo in modo reversibile l'11β-idrossilasi, un enzima importante per la produzione di steroidi surrenali. L'uso di un'infusione di etomidato continua in terapia intensiva per la sedazione di pazienti con traumi gravi è associato all'aumento della mortalità dovuta alla soppressione surrenalica. La somministrazione endovenosa continua di etomidato porta a disfunzione adrenocorticale. La mortalità nei pazienti esposti a un'infusione continua di etomidato è principalmente dovuta a malattie infettive come la polmonite.

## Farmacologia

### Farmacodinamica
L'enantiomero ( R ) è dieci volte più potente dell'enantiomero ( S ). A basse concentrazioni ( R )-etomidato è un modulatore dei recettori GABAA. A concentrazioni più elevate si comporta come un agonista allosterico. Il suo sito di legame si trova nella sezione transmembrana del recettore, tra le subunità alfa e beta. Le subunità β3 dei recettori GABAA sono causa delle proprietà anestetiche dell'etomidato, mentre le subunità β2 sono coinvolti nelle altre azioni suscitate da questo farmaco.

### Farmacocinetica
A dosi terapeutiche, l'anestesia viene indotta per la durata di 5-10 minuti circa. L'emivita del farmaco è di circa 75 minuti, poiché l'etomidato viene ridistribuito dal plasma ad altri tessuti.
- Inizio dell'azione: 30–60 secondi
- Picco: 1 minuto
- Durata: 3–5 minuti;
- Distribuzione: Vd : 2-4,5 L / kg
- Legame proteico: 76%
- Metabolismo: esterasi epatiche e plasmatiche
- Emivita: 2,7 minuti
- Ridistribuzione: 29 minuti
- Eliminazione: da 2,9 a 5,3 ore[23]

## Metabolismo
L'etomidato è legato alle proteine nel plasma sanguigno in elevate percentuali ed è metabolizzato dalle esterasi epatiche e plasmatiche in prodotti inattivi.

## Formulazione
L'etomidato viene somministrato in soluzione iniettabile trasparente incolore contenente 2 mg / ml di etomidato in una soluzione acquosa al 35% di glicole propilenico, oppure in emulsione lipidica (di forza equivalente). In origine l'etomidato era formulato come miscela racemica, ma la forma R è più attiva del suo enantiomero, quindi venne riformulato come singolo enantiomero.